# Thập niên 110 TCN
Thập niên 110 TCN hay thập kỷ 110 TCN chỉ đến những năm từ 110 TCN đến 119 TCN.